# Lusahovit
Lusahovit (in armeno Լուսահովիտ?; precedentemente Tsrviz e Tsrrvis) è un comune dell'Armenia di 363 abitanti (2001) della provincia di Tavush.